# خابور
خابور  (عربی: الخابور، سریانی: כבר، ترکی: Habur، کردی: Xabûr) از شاخه‌های اصلی و دائمی رود فرات در سوریه‌است. ناحیه باستانی خابور در شمال شرقی سوریه و بخش کوچکی از عراق قرار دارد. مرزهای ناحیه ی خابور به جز مغرب آن به درستی مشخص نمی‌باشد. رود خابور مهمترین ریزابه ساحل چپ فرات، در مرکز ناحیه خابور و شمال شرقی کشور سوریه در استان‌های حسکه و دیرالزّور جریان دارد. این رود، پس از فرات و رود عاصی، سومین رود مهم سوریه است و ۴۸۶ کیلومتر طول و ۲۸ تا ۵۰ متر عرض دارد.

این رود را خابور بزرگ و خابور فرات نیز نامیده‌اند تا با خابورِ دجله اشتباه نشود.
تمامی سرزمین پیرامون خابور بزرگ از دیرباز به حاصلخیزی شهرت دارند، و درختان آن را در اشعار عرب ستوده‌اند، و میوه‌های آن در زمستان به میان‌رودان صادر می‌شد. امروزه نیز دره خابور با ۱۶ هزار کیلومتر مربع زمین کشاورزی مکان اصلی تولید گندم سوریه است. مرکز تولید نفت در سوریه نیز در شمال خاوری منطقه خابور قرار دارد.
ریشه‌های گوناگون برای معنی نام خابور پیشنهاد شده‌است ازجمله واژه هابور سومری به معنی «آبراه ماهی» و واژه‌ای آرامی به معنی «دوست زمین» (خا = دوست + بور = زمین). این رود در آشوری شابوراس نامیده می‌شد.

## مسیر

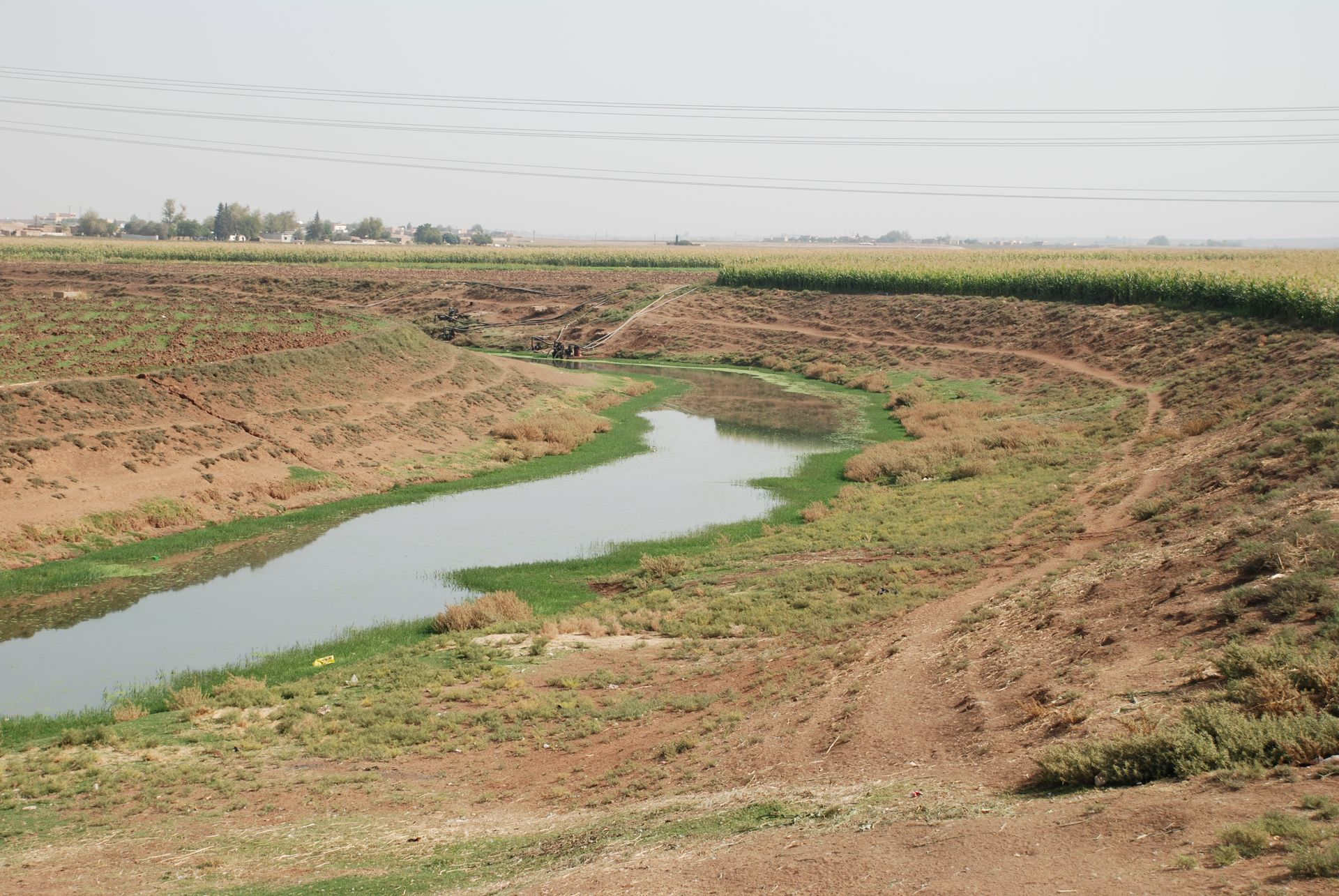
خابور در نزدیکی تل حلف و نزدیک به مرز ترکیه. درفصل‌های خشک عملاً از ترکیه آبی به این رود نمی‌ریزد.

هرچند که سرچشمه خابور در ترکیه قرار دارد اما چشمه‌های کارستی پیرامون رأس‌العین در ارتفاع ۳۴۷ متری خاستگاه اصلی آب این رود هستند. امروزه، مهمترین چشمه‌هایی که خابور از آنها تغذیه می‌شود، حصان، زرقاء شمالی، زرقاء جنوبی، فواره و دو چشمه به نام کبریت است؛ که چشمه کبریت دوم و چشمه زرقاء شمالی پرآبترین چشمه‌های خابور هستند.
خابور پس از طی ۱۲۴ کیلومتر در جهت عمومی شمال غربی ـ جنوب شرقی، به شهر حسکه (مرکز استان) در ارتفاع ۲۹۴ متری می‌رسد. پس از حسکه، رود خابور با جهت عمومی جنوبی، در نزدیکی شهر بُصَیره در محلی به نام قرقیسیا در ارتفاع ۱۸۷ متری به فرات می‌پیوندد.
خابور از حدود سیصد چشمه در رأس‌العین تغذیه می‌شود که به مقدار ده آسیاب آب دارند و رود هرماس از شاخه‌های مهم آن است.

چند رود فصلی مهم در شمال حسکه به خابور می‌ریزند که جمیعا منطقه‌ای به نام «مثلث خابور» را به‌وجود می‌آورند. از شمال به جنوب، بارش سالانه در حوضه آبریز خابور از ۴۰۰ میلی‌متر به کمتر از ۲۰۰ میلی‌متر کاهش می‌یابد و به این خاطر این رود منبعی حیاتی برای کشاورزی پایین‌دست در طول تاریخ بوده‌است.

## پیشینه
آرامیها در حرّان نزدیک به سرچشمه‌های رود بلیخ و خابور مستقر بودند و ظاهراً در اواسط نیمه دوم هزاره ق‌م، گروههایی از آنان به شهر اور مهاجرت کرده بودند؛ اما هنگامی که این شهر با هجوم قبایل آموری و حملات ایلامی‌ها ویران شد، آرامیان مهاجر در اوایل هزاره ق‌م دوباره به زادبوم اصلی خود بازگشتند و پدر ابراهیم در رأس یکی از خاندان‌هایی قرار داشت که در این مهاجرت از اور رهسپار حران شدند.
تلّ حَلَف یا جوزان، در مغرب شهر قامشلی و نزدیک رأس‌العین، مرکز آرامی‌ها به‌شمار می‌رفت. در سده‌های نهم و هشتم پیش از میلاد، آشوری‌ها این ناحیه را فتح کردند و آنجا را پایتخت خود قرار دادند.
پیش از اسلام، ناحیه خابور همانند دیگر بخش‌های جزیره جزو امپراتوری روم شرقی بود و احتمالاً شهر عَرَبان از مراکز مهم آن به‌شمار می‌رفت.
در سده چهارم هجری به‌گفته اصطخری کشتزارهای بسیاری در نزدیکی قرقیسیا و کرانه‌های خابور وجود داشته‌است.
بنابر مطالب مؤلفان کهن، به‌جز رأس‌العین و قیساریه، شهرهای طابان، عربان، سکیر، شمسانیه، ماکسین و صور از شهرهای مهم در ساحل رود خابور بزرگ بوده‌اند. کرانه‌های رود خابور بزرگ مورد توجه باستان‌شناسان متعددی از جمله ادوادرد زاخائو بوده‌است که در آن دست به کاوش زده و آثاری کشف کرده‌اند.
در دهه ۱۹۳۰ میلادی حدود ۳۰ روستا توسط پناهندگان نسطوری که در سال ۱۹۱۵ از حکاری ترکیه گریخته بودند در منطقه خابور که در قلمرو فرانسویان قرار داشت بنیاد شد.